# Llyn Gwynant
Llyn Gwynant är en sjö i Storbritannien.   Den ligger i riksdelen Wales, i den södra delen av landet, 300 km nordväst om huvudstaden London. Llyn Gwynant ligger 268 meter över havet.Trakten runt Llyn Gwynant består i huvudsak av gräsmarker.